# Hieracium carneum
Hieracium carneum es una especie de planta con flor del género Hieracium, de la familia Asteraceae, orden Asterales.

## Distribución
Hieracium carneum se distribuye por Estados Unidos y México.

## Taxonomía
Fue descrita científicamente por Greene. Fue publicada en Bot. Gaz. 6: 184 (1881).